# Fabio Cudicini
Fabio Cudicini (* 20. Oktober 1935 in Triest; † 8. Januar 2025 in Rom) war ein italienischer Fußballtorhüter.
Sein Sohn Carlo Cudicini war ebenfalls Profifußballer.

## Karriere
Cudicini begann seine Karriere 1955 bei Udinese Calcio. 1958 wechselte er zu AS Rom. In der Saison 1966/67 spielte er für Brescia Calcio. Seine große Zeit erlebte er mit dem AC Mailand, wo er zwischen 1967 und 1973 spielte. Mit Milan wurde er viermal italienischer Meister, zweimaliger Sieger des Coppa Italia. Auf internationaler ebene holte Cudicini mit Milan zweimal den Europapokal der Pokalsieger und 1968 den Pokal der Landesmeister. Außerdem wurde er 1969 Sieger des Weltpokals. 1973 beendete er seine Karriere. Obwohl Cudicini seiner Zeit zu den besten Torhütern zählte, spielte er nie für die italienische Fußballnationalmannschaft.

## Erfolge

### International
- Messestädte-Pokal: 1960/61
- Europapokal der Pokalsieger: 1967/68
- Europapokal der Landesmeister: 1968/69
- Weltpokal: 1969

### National
- Italienische Meisterschaft: 1967/68
- Italienischer Pokal: 1963/64, 1971/72

## Einzelnachweis
1. ↑  Fabio Cudicini è morto: l'ex portiere del Milan aveva 89 anni. In: sportmediaset.mediaset.it. 8. Januar 2025, abgerufen am 8. Januar 2025.

| Personendaten    | Personendaten                 |
| ---------------- | ----------------------------- |
| NAME             | Cudicini, Fabio               |
| ALTERNATIVNAMEN  | Ragno Nero (Schwarze Spinne)  |
| KURZBESCHREIBUNG | italienischer Fußballtorhüter |
| GEBURTSDATUM     | 20. Oktober 1935              |
| GEBURTSORT       | Triest                        |
| STERBEDATUM      | 8. Januar 2025                |
| STERBEORT        | Rom                           |